# Tour de la Pharmacie Centrale
Le Tour de la Pharmacie Centrale est une course cycliste par étapes en Tunisie, organisée de 2006 à 2008 et à nouveau en 2018.
Il faisait partie de l'UCI Africa Tour en 2007, 2008 et depuis 2018, en catégorie 2.2.

## Palmarès
| Année     | Vainqueur         | Deuxième          | Troisième         |
| --------- | ----------------- | ----------------- | ----------------- |
| 2006      | Hassen Ben Nasser | Thomas Rabou      | Jean-Noël Wolf    |
| 2007      | Hassen Ben Nasser | Aymen Brini       | Matthias Sellnow  |
| 2008      | Thomas Nosari     | Hassen Ben Nasser | Eddy Lamoureux    |
| 2009-2017 | non organisé      | non organisé      | non organisé      |
| 2018      | Gaëtan Bille      | Adrien Thomas     | Stéphane Poulhiès |